# Nágpur
Nágpur je město ve střední Indii ve státě Maháráštra ležící na řece Nágu ve výšce 310 m n. m. Má 2,4 milionu obyvatel (2011). Ve městě se nachází průmysl strojírenský (zbrojovka), textilní, polygrafický, farmaceutický, sklářský a keramický. Obyvatelstvo mluví hindsky a maráthsky.

## Historie
Nágpur byl založen v 18. století a poté se přidal k Maráthským knížectvím. V roce 1853 byl připojen k Britskému impériu a byl velmi důležitým městem. V druhé polovině 19. století byl v Nágpuru hlavně bavlnářský průmysl, který je tu dodnes.